# Narratologi
Narratologi (efter latinets narratio, berättelse och -logi, lära), även känt som "berättarteori", är en litteraturvetenskaplig teori- och metodbildning för studiet av berättarkonsten (narrationen).

## Historia
Narratologin uppstod omkring 1966 under påverkan av den ryska formalismen, semiotiken och strukturalismen, med trion Tzvetan Todorov, Roland Barthes och Claude Bremond vid École Pratique des Hautes Études i Paris. I estetiskt hänseende fanns rötter i Aristoteles Poetik och Retoriken, och det kan med rätta ifrågasättas om narratologerna ansåg sig skapa en ny metod. Redan Roman Jakobson och Claude Lévi-Strauss hade studerat myternas undertext och struktur i en dikt av Baudelaire.
Termen myntades i Frankrike av Tzvetan Todorov i hans Grammaire du Décaméron (1969) och utvecklades av Gérard Genette i hans Figures III (1972). I Sverige kom Romanens formvärld (1953) av Staffan Björck att ha stor betydelse för receptionen av narratologin.

## Beskrivning
Det som var nytt med narratologin var studieobjekt: alla typer av texter, såväl skönlitteratur (berättelser, lyrik, drama) som icke-fiktion (historiografi, bilder etc.). Som metod används den för att analysera dramatiska strukturer (intrig, handling), karakterisering, genrer, litterära tekniker. Fundamentalt var åtskillnaden mellan berättelsen (historia) och det berättande (diskurs), genom vilken de skilde sig från tidigare metoder. Genom att koppla Aristoteles tankar om hur något kan förmedlas till strukturalismens och formalismens metoder, kunde litteraturvetenskapen med narratologin blottlägga synvinklar på och andra förvrängningar av berättelsen: berättelsen behövde inte vara som den framställdes; det berättande och berättelsen kunde uppvisa olika strukturer. Till narratologin hörde inledningsvis att skapa begrepp för möjliga sätt att berätta. I fokus har berättaren varit, och många studier har ägnats till att klargöra på vilka sätt berättartyper kan framställa en berättelse. Kännetecknande för narratologin är, förutom att urskilja berättandets element, även att studera berättelsens väsen. Ett naturligt steg därifrån var att utreda skillnader mellan fiktion och faktisk historia.

## Termen idag
Termen narratologi användes i början främst i samband med fiktionslitteratur men har kommit att bli en interdisciplinär term för såväl skilda konstarter (film, teater, musik) som inom olika vetenskapsgrenar (psykologi).
Berättarteoretisk forskning bedrivs vid flera svenska lärosäten, däribland Högskolan i Dalarna (Bo G Jansson) Stockholms universitet (Maria Nikolajeva, Göran Rossholm) och Örebro universitet (Lars-Åke Skalin). Från att ha varit trend i litteraturvetenskapen, ersattes den i viss mån av dekonstruktion. En kritik mot narratologin är att den inte kunnat besvara frågan om berättelsen och det berättande verkligen är två disparata objekt.